# Махотін Альберт Олександрович
Альберт Олександрович Махо́тін (нар. 2 січня 1930, Тула — пом. 23 липня 1993, Маріуполь) — український живописець; член Спілки радянських художників України. Батько художника Владислава Махотіна.

## Біографія
Народився 2 січня 1930 року в місті Тулі (тепер Росія). Впродовж 1947–1950 років навчався в Орловському художньому училищі, у 1953 році закінчив Ленінградське художнє училище (викладачі В. Дутченко, М. Чернишов).
Після здобуття художньої освіти працював у Маріупольських художньо-виробничих майстернях. Жив у Маріуполі в будинку на проспекті Будівельників № 84, квартира 3. Помер у Маріуполі 23 липня 1993 року.

## Творчість
Працював у галузі станкового живопису. Писав пейзажі і тематичні картини у реалістичному стилі. Серед робіт:
- «Біля млина» (1954);
- «Ранок у степу» (1956);
- «Літній вечір» (1957);
- «Весна в парку» (1957);
- «Старе подвір'я» (1958);
- «Лист» (1958);
- «Сусідка» (1959);
- «Азовський берег» (1960);
- «Портовики» (1961);
- «Весняна дорога» (1961);
- «Задумалася весна» (1962);
- «Партизани» (1966);
- «Юність батьків» (1966);
- «Перевал» (1968);
- «Індустріальний ранок» (1970);
- «Земля Донецька» (1971);
- «Урожай» (1973);
- «Дорогами дитинства» (1973);
- «Новобудова» (1975);
- «Приморське» (1978);
- «Яхти» (1978);
- «Мирний день» (1979);
- «Обеліск над містом» (1980);
- «Недільній вечір» (1980);
- «У день Перемоги» (1980);
- «Автопортрет у зеленій сорочці» (1980);
- «Вишка» (1980);
- «Заводський краєвид» (1980);
- «В Україні» (1982).

Брав участь у міських, обласних, всеукраїнських та всесоюзних мистецьких виставках з 1957 року. Персональні виставки пройшли у Маріуполі у 1980 і 2000 (посмертна) роках, Донецьку у 1981 і 1994—1995 (посмерні) роках.
Окремі твори зберігаються у Маріупольському краєзнавчому музеї.